# Dokhtouroffia
Dokhtouroffia is een kevergeslacht uit de familie van de boktorren (Cerambycidae). De wetenschappelijke naam van het geslacht werd voor het eerst geldig gepubliceerd in 1886 door Ganglbauer.

## Soorten
Dokhtouroffia omvat de volgende soorten:
- Dokhtouroffia baeckmanni Jankovsky, 1934
- Dokhtouroffia nebulosa (Gebler, 1845)